# Shagrath
Shagrath, született Stian Tomt Thoresen néven (Jessheim, 1976. november 18. –) norvég zenész, a Dimmu Borgir együttes énekese.

## Pályafutása
Shagrath Silenozzal és Tjodalvval együtt egyike a Dimmu Borgir alapító tagjainak. Mikor az együttes hangzása megváltozott, Shagrath felhagyott a gitározással a vokál kedvéért. Gitáron kívül játszik még billentyűs hangszereken, basszusgitáron és dobon is (őt játszott dobon a For All Tid című első albumon).
Shagrath gitározott a Fimbulwinter nevű együttesben annak 1994-ben történt feloszlásáig. A Fimbulwinter összesen egy albumot tudhat magáénak, melynek címe Servants of Sorcery, és a Hot Records kiadónál jelent meg 1994-ben. Shagrath billentyűse volt ezen kívül a Ragnarok nevű black metal-zenekarnak is. Egy másik, kevéssé ismert csapatának neve Starkness, de gitározik a Chrome Division nevű hard rock-együttesben is.

## Művészneve
Shagrath úgy nyilatkozott, hogy művésznevét A Gyűrűk Ura című könyvből kölcsönözte, ahol is szerepelt egy Shagrat nevű ork kapitány.

## Zenei befolyások
Shagrath kedvenc előadói a Bathory, a Devil Doll, Chris Isaak, a Thorns, a Wasp, a Slayer, a Venom, a Monster Magnet, a Juno Reactor, az Astral Projection, a Tangerine dream, a Darkthrone, az Immortal, a U2 és Johnny Winter. Zenéjére ezen kívül hatással vannak még a klasszikus és a hangulatzenék is.

## Diszkográfia

### aDimmu Borgirral
- Inn I Evighetens Mørke (1994)
- For All Tid (1994)
- Stormblåst (1996)
- Devil's Path (1996)
- Enthrone Darkness Triumphant (1997)
- Godless Savage Garden (1998)
- Sons of Satan Gather for Attack (1999)
- Spiritual Black Dimensions (1999)
- True Kings of Norway (2000)
- The Gods of Darkness (2000)
- Puritanical Euphoric Misanthropia (2001)
- Alive in Torment (2001)
- World Misanthropy (2002)
- Death Cult Armageddon (2003)
- Stormblåst MMV (2005)
- In Sorte Diaboli (2007)
- Abrahadabra (2010)

### AChrome Divisionnel
- Doomsday Rock 'N Roll (2006)
- Booze Broads and Beelzebub (2008)
- 3rd Round Knockout (2011)
- Infernal Rock Eternal (2014)

### ARagnarokkal
- Arising Realm (1997)

### AzOv Hell-lel
- The Underworld Regime (2010)

### AFimbulwinterrel
- Servants of Sorcery (1994)

### Vendégénekesként
- Astarte – Sirens (2004, a "The Ring of Sorrow" című dalban)
- Diaz – Velkommen Hjem Andres (2004, a "Mitt Terningkast" című dalban)
- Destruction – Inventor of Evil (2005, a "The Alliance of Hellhoundz" című dalban)
- Kamelot – The Black Halo (2005, a "March of Mephisto" és a "Memento Mori" című dalokban)